# James P. Clarke
James Paul Clarke (ur. 18 sierpnia 1854 w Yazoo City, zm. 1 października 1916 w Little Rock) – amerykański polityk, członek Partii Demokratycznej, przewodniczący pro tempore Senatu.

## Działalność polityczna
Od 1886 do 1888 był członkiem Izby Reprezentantów Arkansas, a od 1888 do 1892 zasiadał w Senacie Arkansas. Od 1892 do 1894 był prokuratorem generalnym stanu Arkansas, a od 1895 do 1896 gubernatorem tegoż stanu. W okresie od 4 marca 1903 do śmierci 1 października 1916 był senatorem 3. klasy ze stanu Arkansas oraz od 13 marca 1913 przewodniczącym pro tempore Senatu Stanów Zjednoczonych.